# Arsenal VG 70
Dimensions
L'Arsenal VG 70 est un prototype expérimental français développé immédiatement après la fin de la Seconde Guerre mondiale.

## Origine et développement
En octobre 1939 l’ingénieur Jean Galtier avait commencé à travailler sur un chasseur en bois équipé d’un moteur suralimenté Hispano-Suiza 12Y-51 de 1 000 ch qui avait reçu la désignation VG-60. Ce projet fut relancé en 1942 autour d’un Hispano-Suiza 12Z de 1 200 ch à turbocompresseur Rateau, mais avec la Libération les besoins de l’aéronautique française changèrent. La priorité industrielle était d’acquérir une expérience dans le domaine des ailes en flèche ou de la propulsion à réaction, et dès septembre 1944 l’équipe de l’Arsenal de l'aéronautique étudia le moyen d’adapter le réacteur allemand Junkers Jumo 004 de 845 kg sur la cellule du VG 60.
Au cours de l’été 1943 des ingénieurs du bureau d'études Messerschmitt avaient effectué des essais de soufflerie à Chalais-Meudon dans le cadre du programme P.1092 (en). Cet appareil resta à l’état de projet, mais Jean Galtier eut connaissance des résultats obtenus en soufflerie et décida de les utiliser. À l’automne 1945 fut donc pris la décision de construire un prototype de recherche à aile en flèche. Il en résulta un monoplan à aile médiane affectant une flèche à 38°, reposant sur un train d'atterrissage tricycle escamotable et dont le réacteur était alimenté par une prise d’air ventrale, située sous le cockpit. La construction était mixte, fuselage métallique mais voilure et empennages en bois.

## Un programme d'essais écourté
Le premier vol eut lieu le 23 juin 1948 à Melun-Villaroche avec Modeste Vonner aux commandes. Second avion a réaction français à voler après le SNCASO SO.6000 Triton, le VG 70 atteignit 760 km/h. Il était prévu de remotoriser le prototype avec un Rolls-Royce Derwent de 1 600 kgp sous l’appellation VG 80, mais le programme fut abandonné après 5 vols seulement au profit du programme VG 90.

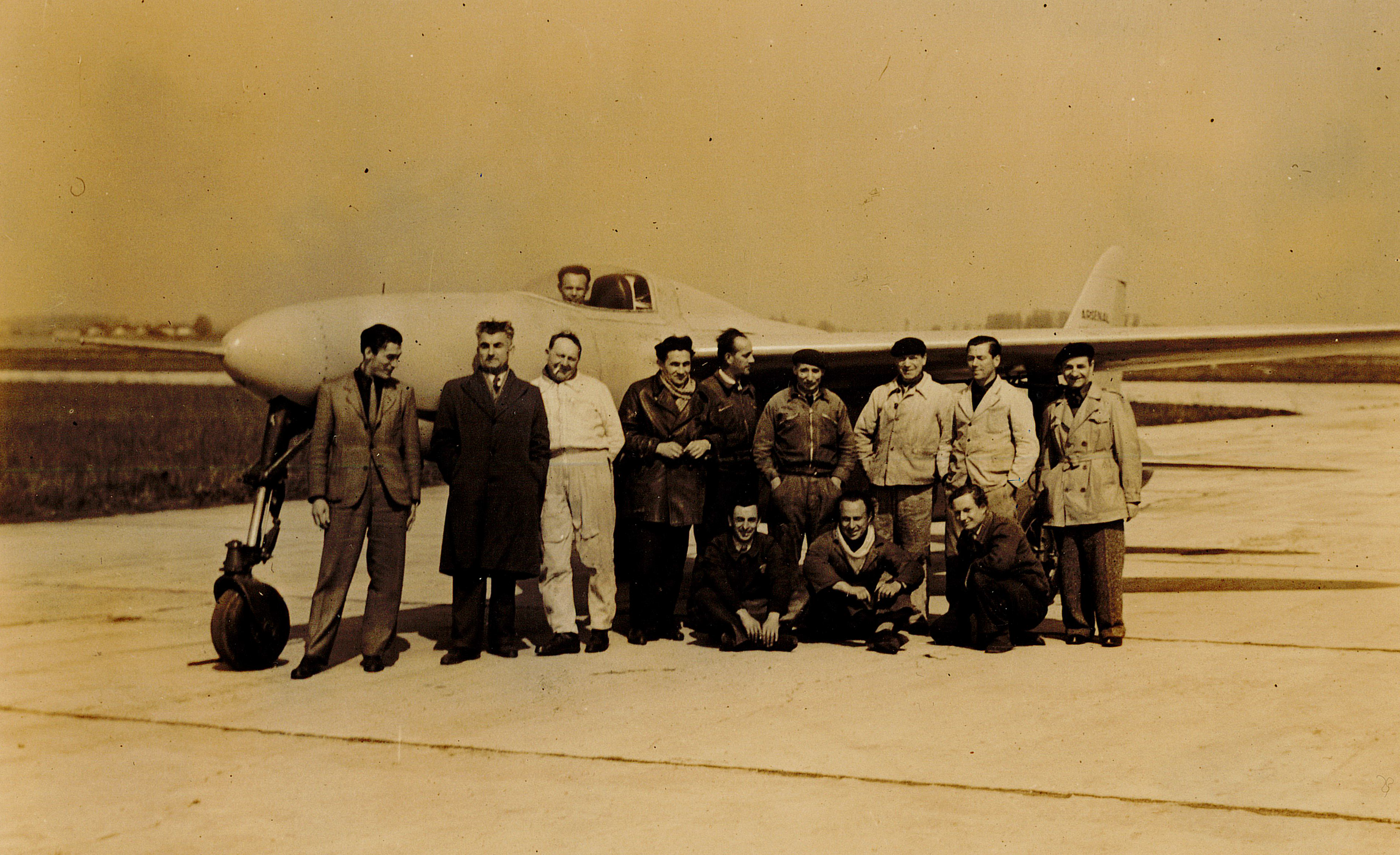
Equipe des ingénieurs et techniciens autour du prototype Arsenal VG.70.01